# Giovanni Ravenberg
Giovanni Faisal Ravenberg (Paramaribo, 26 juni 1983) is een Surinaams muziek- en radio-ondernemer. Hij was veertien jaar lang muziekregisseur van The New System Brassband en de Parbo Brassband en is oprichter en eigenaar van de radiodiensten MUSIQ1 en TrackDrip.

## Biografie
Naast basketbal ging zijn vrije tijd als tiener naar het spelen in een brassband. Uiteindelijk was hij veertien jaar muziekregisseur (director) van The New System Brassband, van Klebert Drenthe, en de Parbo Brassband. Begin jaren 2010 begon hij met de begeleiding van artiesten via zijn bedrijf Okasi Entertainment en organiseerde hij evenementen met Amba & Okasi Events, met als bekendste de All Black Everything.
Sinds 2012 richt hij zich daarnaast op digitale muziek, waarbij hij dat jaar met zijn debuutsingle Gi yu een nummer 1-hit behaalde. Daarnaast richtte hij verschillende radiodiensten op, zoals MUSIQ1 in juni 2014, dat zich richt op jeugd, en TrackDrip in juli 2019, een muziek-app die zich richt op onder meer Suriname, Curaçao en Cuba. Hij bedient hiermee een regio waar Spotify en Apple Music nauwelijks bereikbaar zijn, zodat de artiesten hier toch inkomsten ontvangen uit het auteursrecht. Net na de lancering riep Ravenberg de Achievement Awards uit naam van de dienst uit die hij voor het eerst uitreikte aan Borger Breeveld en Henk van Vliet. Aan het eind van het jaar ontvingen de eerste Surinaamse artiesten hun royalty's via de zender, met als meest gestreamde artiest Kater Karma. Sinds februari 2020 worden artiesten van Top Notch via de app aangeboden. In april volgden een aantal bekende Surinaamse artiesten, mede omdat de streamingdienst een van de weinige overgebleven bronnen van inkomsten vormde tijdens de coronacrisis in Suriname.
Ondertussen kandideerde hij tijdens de parlementsverkiezingen van 2015 als lijstduwer voor de partij PING.
Daarnaast houdt hij zich bezig met spirituele ontwikkeling, is hij begonnen met de veganistische keuken en heeft hij zich toegelegd op natuurgeneeskunde. Met een ontgiftingsprogramma richt hij zich op gezonde voeding en gewichtsvermindering.